# Esgrima em cadeira de rodas nos Jogos Paralímpicos de Verão de 2012 - Florete B feminino
As competições de florete B feminino foram disputadas no dia 4 de setembro no Complexo ExCel, em Londres. Essa classe é disputada por atletas cuja deficiência afeta o tronco ou o braço dominante.

## Medalhistas
| Ouro   | CHN Yao Fang       |
| Prata  | HUN Gyöngyi Dani   |
| Bronze | POL Marta Makowska |

## Calendário
Horário local (UTC+1).
| Data                  | Tempo | Fase             |
| --------------------- | ----- | ---------------- |
| 4 de setembro de 2012 | 09:30 | Qualificação     |
| 4 de setembro de 2012 | 13:30 | Quartas de final |
| 4 de setembro de 2012 | 17:45 | Semifinais       |
| 4 de setembro de 2012 | 18:30 | Final            |

## Formato de competição
O torneio começou com uma fase de grupos seguida de uma fase eliminatória. Na primeira fase, as 11 esgrimistas são divididos em 3 grupos. Os combates duram no máximo 3 minutos ou até que um atleta atinja 5 pontos. Na fase eliminatória, os combates duram no máximo 9 minutos (divididos em 3 períodos de 3 cada), ou até que uma atleta atinja 15 pontos.

## Resultados

### Fase de grupos

#### Grupo 1
| Atleta                | V | D | V/C  | PG | PS |
| --------------------- | - | - | ---- | -- | -- |
| HKG Chan Yui Chong    | 4 | 0 | 1.00 | 20 | 7  |
| HUN Gyöngyi Dani      | 2 | 2 | 0.50 | 14 | 14 |
| POL Marta Makowska    | 2 | 2 | 0.50 | 13 | 16 |
| CHN Yao Fang          | 1 | 3 | 0.25 | 15 | 18 |
| RUS Liudmila Vasileva | 1 | 3 | 0.25 | 12 | 19 |

| Atleta                | CHN | HKG | HUN | POL | RUS |
| --------------------- | --- | --- | --- | --- | --- |
| CHN Yao Fang          | —   | 3-5 | 5—3 | 3—5 | 4—5 |
| HKG Chan Yui Chong    | 5—3 | —   | 5—1 | 5—1 | 5—2 |
| HUN Gyöngyi Dani      | 3—5 | 1—5 | —   | 5—2 | 5—2 |
| POL Marta Makowska    | 5—3 | 1—5 | 2—5 | —   | 5—3 |
| RUS Liudmila Vasileva | 5—4 | 2—5 | 2—5 | 3—5 | —   |

#### Grupo 2
| Atleta                   | V | D | V/C  | PG | PS |
| ------------------------ | - | - | ---- | -- | -- |
| CHN Zhou Jingjing        | 5 | 0 | 1.00 | 25 | 8  |
| GER Simone Briese-Baetke | 4 | 1 | 0.80 | 23 | 8  |
| RUS Irina Mishurova      | 3 | 2 | 0.60 | 15 | 13 |
| HUN Judit Pálfi          | 1 | 4 | 0.20 | 13 | 22 |
| GBR Justine Moore        | 1 | 4 | 0.20 | 13 | 24 |
| UKR Iryna Lukianenko     | 1 | 4 | 0.20 | 10 | 24 |

| Atleta                   | CHN | GBR | GER | HUN | RUS | UKR |
| ------------------------ | --- | --- | --- | --- | --- | --- |
| CHN Zhou Jingjing        | —   | 5—2 | 5-3 | 5—2 | 5—0 | 5—1 |
| GBR Justine Moore        | 2—5 | —   | 0—5 | 5—4 | 2—5 | 4—5 |
| GER Simone Briese-Baetke | 3—5 | 5—0 | —   | 5—2 | 5—0 | 5—1 |
| HUN Judit Pálfi          | 2—5 | 4—5 | 2—5 | —   | 0—5 | 5—2 |
| RUS Irina Mishurova      | 0—5 | 5—2 | 0—5 | 5—0 | —   | 5—1 |
| UKR Iryna Lukianenko     | 1—5 | 5—4 | 1—5 | 2—5 | 1-5 | —   |

## Fase eliminatória
|  | Quartas de final         | Quartas de final         | Quartas de final |  |  | Semifinais         | Semifinais         | Semifinais   |    |                  | Final              | Final              | Final |
|  |                          |                          |                  |  |  |                    |                    |              |    |                  |                    |                    |       |
|  | CHN Zhou Jingjing        | CHN Zhou Jingjing        | 15               |  |  |                    |                    |              |    |                  |                    |                    |       |
|  | RUS Liudmila Vasileva    | RUS Liudmila Vasileva    | 11               |  |  | CHN Zhou Jingjing  | CHN Zhou Jingjing  | 13           |    |                  |                    |                    |       |
|  | HUN Gyöngyi Dani         | HUN Gyöngyi Dani         | 15               |  |  | HUN Gyöngyi Dani   | HUN Gyöngyi Dani   | 15           |    |                  |                    |                    |       |
|  | RUS Irina Mishurova      | RUS Irina Mishurova      | 3                |  |  |                    |                    |              |    | HUN Gyöngyi Dani | HUN Gyöngyi Dani   | 10                 |       |
|  | GER Simone Briese-Baetke | GER Simone Briese-Baetke | 11               |  |  |                    | CHN Yao Fang       | CHN Yao Fang | 15 |                  |                    |                    |       |
|  | POL Marta Makowska       | POL Marta Makowska       | 15               |  |  | POL Marta Makowska | POL Marta Makowska | 10           |    |                  |                    |                    |       |
|  | CHN Yao Fang             | CHN Yao Fang             | 15               |  |  | CHN Yao Fang       | CHN Yao Fang       | 15           |    |                  |                    |                    |       |
|  | HKG Chan Yui Chong       | HKG Chan Yui Chong       | 13               |  |  |                    |                    |              |    |                  |                    |                    |       |
|  |                          |                          |                  |  |  |                    |                    |              |    |                  | CHN Zhou Jingjing  | CHN Zhou Jingjing  | 14    |
|  |                          |                          |                  |  |  |                    |                    |              |    |                  | POL Marta Makowska | POL Marta Makowska | 15    |

## Classificação final
| Pos.   | Atleta                   |
| ------ | ------------------------ |
| Ouro   | CHN Yao Fang             |
| Prata  | HUN Gyöngyi Dani         |
| Bronze | POL Marta Makowska       |
| 4      | CHN Zhou Jingjing        |
| 5      | HKG Chan Yui Chong       |
| 6      | GER Simone Briese-Baetke |
| 7      | RUS Irina Mishurova      |
| 8      | RUS Liudmila Vasileva    |
| 9      | HUN Judit Pálfi          |
| 10     | GBR Justine Moore        |
| 11     | UKR Iryna Lukianenko     |